# Fuembellida
Fuembellida ist ein Ort und eine Gemeinde (municipio) mit 14 Einwohnern (Stand: 2024) im Osten der Provinz Guadalajara in der Autonomen Gemeinschaft Kastilien-La Mancha in Zentralspanien. 

## Lage und Klima
Fuembellida liegt im Iberischen Gebirge in einer Höhe von 1225 m. Die Entfernung zur westsüdwestlich gelegenen Provinzhauptstadt Guadalajara beträgt ca. 80 Kilometer (Fahrtstrecke). Das Klima ist warm und gemäßigt; im Winter fällt mehr Regen als im Sommer (581 mm/Jahr).

## Bevölkerungsentwicklung
| Jahr      | 1960 | 1970 | 1981 | 1991 | 2001 | 2011 | 2021 |
| Einwohner | 139  | 82   | 27   | 18   | 16   | 16   | 13   |

## Sehenswürdigkeiten
- Romanuskirche